# Ekstraklasa kobiet w tenisie stołowym (2004/2005)
Ekstraklasa kobiet w tenisie stołowym 2004/2005 – 57. edycja rozgrywek pierwszego poziomu ligowego kobiet w Polsce. Brało w niej udział 8 drużyn.
Triumfatorem rozgrywek został KTS Elpe Eltex Tarnobrzeg, który w meczach finałowych pokonał KS Bronowianka Kraków. Brązowy medal zdobył KU AZS AE Wrocław.

## System rozgrywek
Rozgrywki prowadzone były z udziałem 8 drużyn i były podzielone na dwie fazy: zasadniczą i play-off.
Faza zasadnicza składa się z dwóch rund. Pierwsza runda rozgrywana jest systemem każdy z każdym. W drugiej rundzie gospodarzami spotkań w drugiej rundzie są drużyny, które w pierwszej rundzie w meczu pomiędzy tymi samymi drużynami grały na wyjazdach. Za zwycięstwo drużyny otrzymują 2 punkty, zaś za porażkę nie otrzymują punktów.
Do fazy play-off awansują 4 drużyny. W półfinałach zostaną rozegrane dwumecze. Pary zostaną ustalone na podstawie tabeli po rundzie zasadniczej (1-4, 2-3). Zwycięzcy półfinałów awansują do finału, gdzie zostanie rozegrany dwumecz, a gospodarzem pierwszego meczu będzie drużyna z niższego miejsca po fazie zasadniczej. Drużyna, która wygra finał otrzyma tytuł Drużynowego Mistrza Polski kobiet, puchar i złote medale, a zespół pokonany w finale otrzyma puchar i srebrne medale. Drużyny, które odpadły w półfinałach, zagrają w rywalizacji o 3. miejsce, a jej zwycięzca otrzyma brązowy medal. Do 1. ligi spadną dwie ostatnie drużyny po fazie zasadniczej.
Każdy mecz składa się z 3-5 gier rozgrywanych kolejno na jednym stole. Mecz kończy się wraz z uzyskaniem przez jedną drużyn trzech zwycięstw. Układ gier w meczu.
| 1. gra | 2. gra | 3. gra | 4. gra | 5. gra |
| ------ | ------ | ------ | ------ | ------ |
| A–X    | B–Y    | C–Z    | A–Y    | B–X    |

## Kluby
| Klub                                    | Sezon 2003/2004 |
| --------------------------------------- | --------------- |
| AJD Print Cycero Rolnik AZS Częstochowa | Wicemistrz      |
| GLKS Mago Wanzl Scania Nadarzyn         | 4. miejsce      |
| Górnik 09 MOSiR Mysłowice               | 6. miejsce      |
| KS Bronowianka Akropol Kraków           | 5. miejsce      |
| KTS Elpe Eltex Tarnobrzeg               | Mistrz          |
| KU AZS AE Wrocław                       | 3. miejsce      |
| Ośrodek PZTS Kraków                     | 7. miejsce      |
| Pocztex MRKS Gdańsk                     | Awans z 1. ligi |

## Faza zasadnicza
| Poz. | Drużyna                                 | M  | Z  | P  | Pojedynki | Punkty |
| ---- | --------------------------------------- | -- | -- | -- | --------- | ------ |
| 1.   | KTS Elpe Eltex Tarnobrzeg               | 14 | 13 | 1  | 41:10     | 26     |
| 2.   | AJD Print Cycero Rolnik AZS Częstochowa | 14 | 12 | 2  | 38:10     | 24     |
| 3.   | KS Bronowianka Akropol Kraków           | 14 | 8  | 6  | 29:22     | 16     |
| 4.   | KU AZS AE Wrocław                       | 14 | 7  | 7  | 29:26     | 14     |
| 5.   | Ośrodek PZTS Kraków                     | 14 | 7  | 7  | 26:32     | 14     |
| 6.   | GLKS Mago Wanzl Scania Nadarzyn         | 14 | 6  | 8  | 23:30     | 12     |
| 7.   | Pocztex MRKS Gdańsk                     | 14 | 3  | 11 | 14:37     | 6      |
| 8.   | Górnik 09 MOSiR Mysłowice               | 14 | 0  | 14 | 9:42      | 0      |

     Awans do półfinału

## Play-off
|  |          |                                         |          |                                         |                      |   |   |                           |       |       |       |       |
|  | Półfinał | Półfinał                                | Półfinał | Półfinał                                | Półfinał             |   |   | Finał                     | Finał | Finał | Finał | Finał |
|  | Półfinał | Półfinał                                | Półfinał | Półfinał                                | Półfinał             |   |   | Finał                     | Finał | Finał | Finał | Finał |
|  |          |                                         |          |                                         |                      |   |   |                           |       |       |       |       |
|  |          |                                         |          |                                         |                      |   |   |                           |       |       |       |       |
|  | 1        | KTS Elpe Eltex Tarnobrzeg               | 3        | 3                                       |                      |   |   |                           |       |       |       |       |
|  | 1        | KTS Elpe Eltex Tarnobrzeg               | 3        | 3                                       |                      |   |   |                           |       |       |       |       |
|  | 4        | KU AZS AE Wrocław                       | 1        | 1                                       |                      |   |   |                           |       |       |       |       |
|  | 4        | KU AZS AE Wrocław                       | 1        | 1                                       |                      |   | 1 | KTS Elpe Eltex Tarnobrzeg | 3     | 3     |       |       |
|  |          |                                         |          |                                         |                      |   | 1 | KTS Elpe Eltex Tarnobrzeg | 3     | 3     |       |       |
|  |          |                                         | 3        | AJD Print Cycero Rolnik AZS Częstochowa | 1                    | 1 |   |                           |       |       |       |       |
|  | 2        | AJD Print Cycero Rolnik AZS Częstochowa | 3        | AJD Print Cycero Rolnik AZS Częstochowa | 1                    | 1 | 3 | 3                         |       |       |       |       |
|  | 2        | AJD Print Cycero Rolnik AZS Częstochowa |          |                                         |                      |   |   |                           |       |       |       |       |
|  | 3        | KS Bronowianka Akropol Kraków           | 0        | 2                                       |                      |   |   |                           |       |       |       |       |
|  | 3        | KS Bronowianka Akropol Kraków           | 0        | 2                                       | Mecz o brązowy medal |   |   |                           |       |       |       |       |
|  |          |                                         |          |                                         |                      |   |   |                           |       |       |       |       |
|  |          |                                         |          |                                         |                      |   |   |                           |       |       |       |       |
|  |          |                                         |          |                                         |                      |   |   |                           |       |       |       |       |
|  | 2        | KS Bronowianka Kraków                   | 3        | 3                                       |                      |   |   |                           |       |       |       |       |
|  | 2        | KS Bronowianka Kraków                   | 3        | 3                                       |                      |   |   |                           |       |       |       |       |
|  | 4        | KU AZS AE Wrocław                       | 1        | 1                                       |                      |   |   |                           |       |       |       |       |
|  | 4        | KU AZS AE Wrocław                       | 1        | 1                                       |                      |   |   |                           |       |       |       |       |

### Półfinały
| Gospodarze                              | Wynik       | Goście                                  |
| 1. półfinał                             | 1. półfinał | 1. półfinał                             |
| --------------------------------------- | ----------- | --------------------------------------- |
| KU AZS AE Wrocław                       | 1:3         | KTS Elpe Eltex Tarnobrzeg               |
| KS Bronowianka Akropol Kraków           | 0:3         | AJD Print Cycero Rolnik AZS Częstochowa |
| 2. półfinał                             |             |                                         |
| KTS Elpe Eltex Tarnobrzeg               | 3:1         | KU AZS AE Wrocław                       |
| AJD Print Cycero Rolnik AZS Częstochowa | 3:2         | KS Bronowianka Akropol Kraków           |

### Mecz o 3. miejsce
| Gospodarze                    | Wynik | Goście                        |
| ----------------------------- | ----- | ----------------------------- |
| KU AZS AE Wrocław             | 3:1   | KS Bronowianka Akropol Kraków |
| KS Bronowianka Akropol Kraków | 1:3   | KU AZS AE Wrocław             |

### Finał
| Gospodarze                              | Wynik | Goście                                  |
| --------------------------------------- | ----- | --------------------------------------- |
| AJD Print Cycero Rolnik AZS Częstochowa | 1:3   | KTS Elpe Eltex Tarnobrzeg               |
| KTS Elpe Eltex Tarnobrzeg               | 3:1   | AJD Print Cycero Rolnik AZS Częstochowa |

## Medaliści
| Lp. | Drużyna                                 |
| --- | --------------------------------------- |
| 1.  | KTS Elpe Eltex Tarnobrzeg               |
| 2.  | AJD Print Cycero Rolnik AZS Częstochowa |
| 3.  | KU AZS AE Wrocław                       |